# Aqueductus cochleae

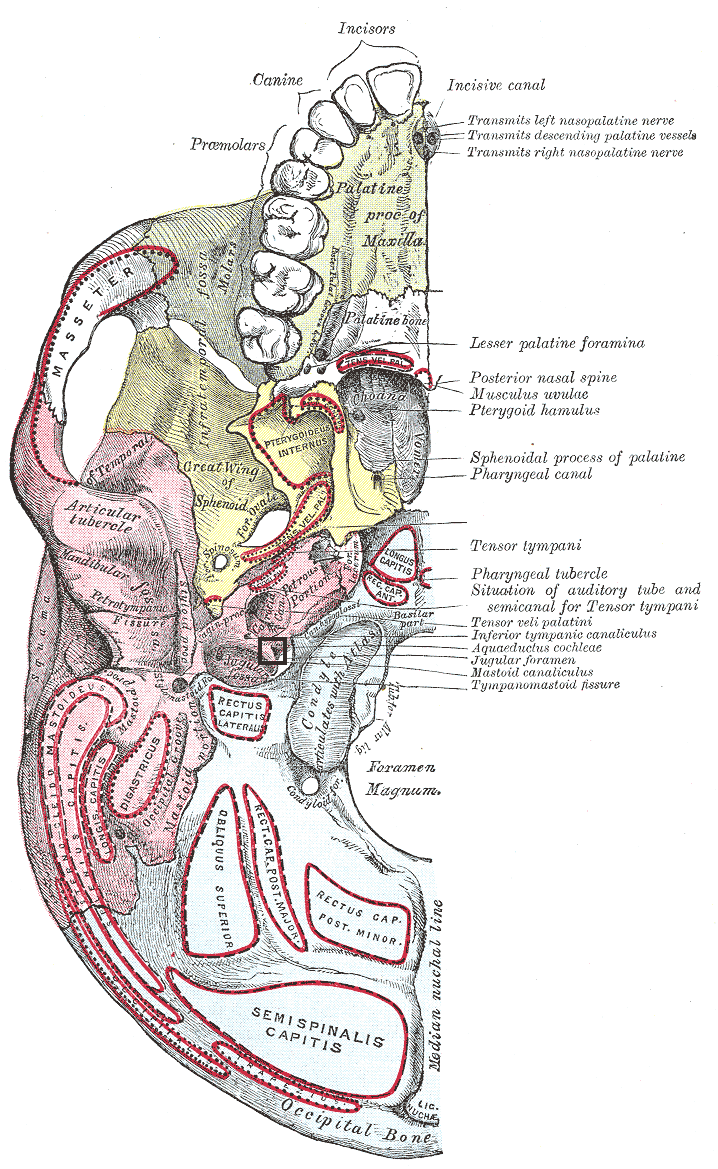
A koponya alulról (a kép közepén a fekete négyzet jelöli a járatot)

A canalis caroticus közelében és közel a hátsó oldalához, szemben a fossa jugularis-szal van egy háromszögű bemélyedés, aminek a csúcsánál van a aqueductus cochleae. Ez egy hosszú csöves járata a kemény agyhártyának (dura mater), mely kapcsolatot létesít a spatium perilymphaticus és a spatium subarachnoidalis között. Ezen a járaton még keresztülhalad egy véna, ami a choclea-ból jön, és a vena jugularis interna-ba megy.